# بیکرپ
بیکرپ (به اسپانیایی: Bicorp) یک شهرستان در اسپانیا است که در Canal de Navarrés واقع شده‌است.

## خصوصیات
بیکرپ ۱۳۶٫۵ کیلومترمربع مساحت و ۵۹۶ نفر جمعیت دارد و ۲۹۲ متر بالاتر از سطح دریا واقع شده‌است.